# Makoto Nishino
Makoto Nishino (西野 誠 Nishino Makoto?), född 3 juli 1984 i Hyōgo prefektur, är en japansk före detta fotbollsspelare.
Nishino började sin karriär 2007 i ALO's Hokuriku (Kataller Toyama). Han spelade 162 ligamatcher för klubben. Han avslutade karriären 2012.